# Senet
| z · n | t · mn |

| z · n | t · mn |

El senet (Egipcio antiguo: 𓊃𓈖𓏏𓏠 , romanizado:  znt , iluminado.  'fallecimiento'; cf. copto ⲥⲓⲛⲉ /sinə/, 'fallecimiento, tarde') es un juego de mesa ideado en el Antiguo Egipto que consta de 10 o más peones en un tablero de 30 casillas de juego cuadradas. Se trata de uno de los juegos de mesa más antiguos que se conocen del Reino Nuevo y épocas posteriores, pero existe desde la época predinástica, junto con el oware (también llamado Wari), Go y el juego real de Ur, y su uso estuvo muy extendido en su tiempo.

## Historia

### Descubrimiento
Senet está atestiguado en jeroglíficos desde -3100. Por otra parte, el descubrimiento en 1909 en una tumba de El Mahasna que data de principios del cuarto milenio antes de Cristo de un tablero cuadriculado y acompañado de objetos cónicos interpretados como peones y que se suponía pertenecían al senet, hoy está pospuesto y cuestionado. por arqueólogos que lo ven más como un plato de ofrendas.

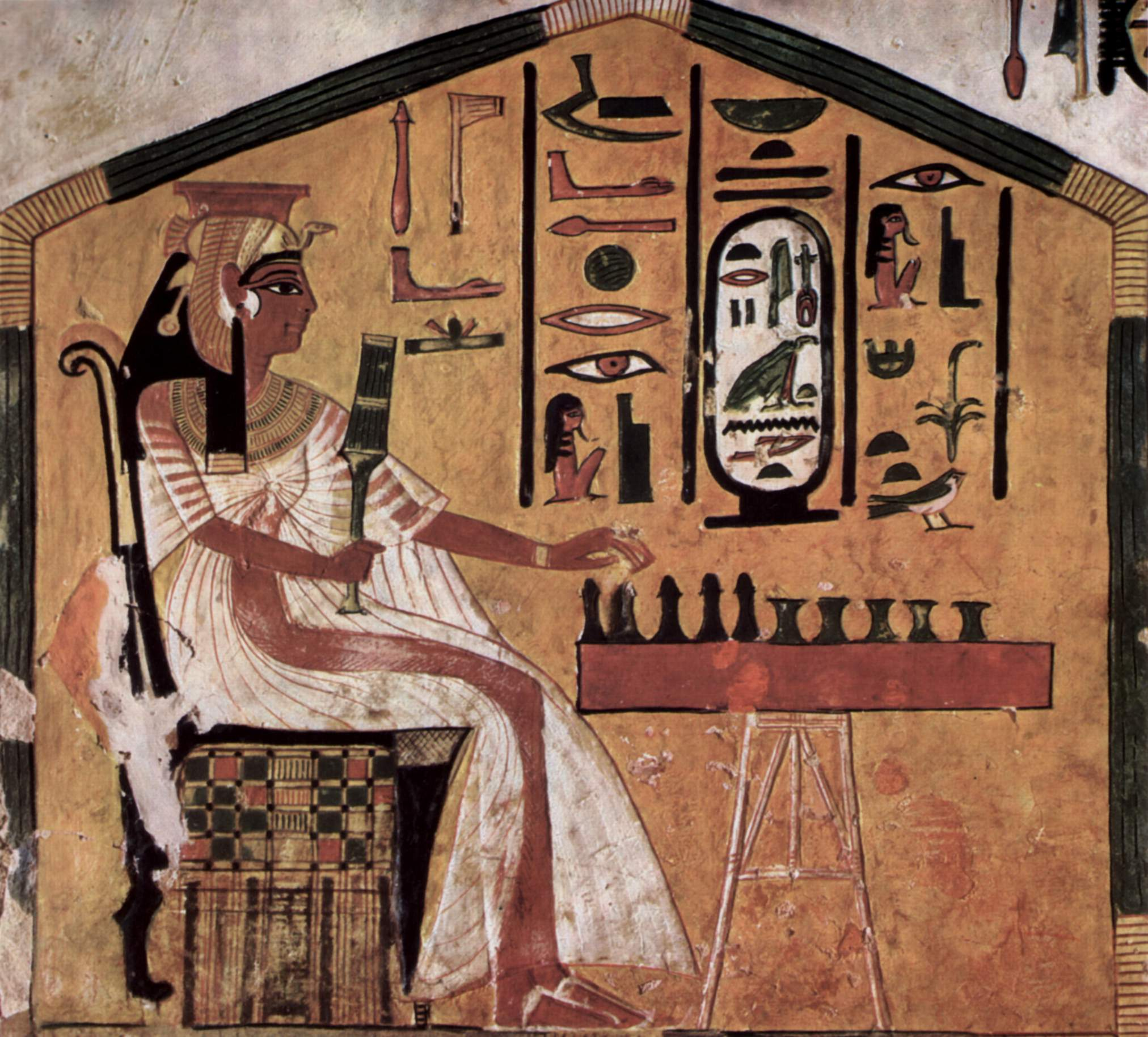
La reina egipcia Nefertari jugando al senet. Pintura en su tumba.

### Evidencia de senet a lo largo del tiempo
La referencia conocida más antigua al senet está pintada en un muro de la tumba de Hesy, durante la dinastía III (c. 2650 a. C.), que lo muestra siendo jugado con siete peones por jugador (en otras pinturas se representa con diez peones por jugador).
Después hay varias referencias más en diversas tumbas como en la de Nefertari, que aparece en una pintura de su tumba jugando al senet. Tutankamón tenía cuatro senet en su tumba para jugar durante la eternidad. Sennedyem aparece, junto a su esposa Inyferti, jugando al senet en su tumba. Este juego se consideraba una referencia al sortilegio 17 del Libro de los Muertos, ya que representa el Juicio de Osiris, la victoria del difunto y su entrada en la Duat.
Este juego guarda ciertas similitudes con el juego real de Ur y el backgammon (siendo éste un derivado de la tábula romana), por lo que se cree que el senet puede ser un predecesor de este último y derivado del juego real de Ur, aunque no están confirmadas ninguna de las dos teorías.

### Significado mitológico

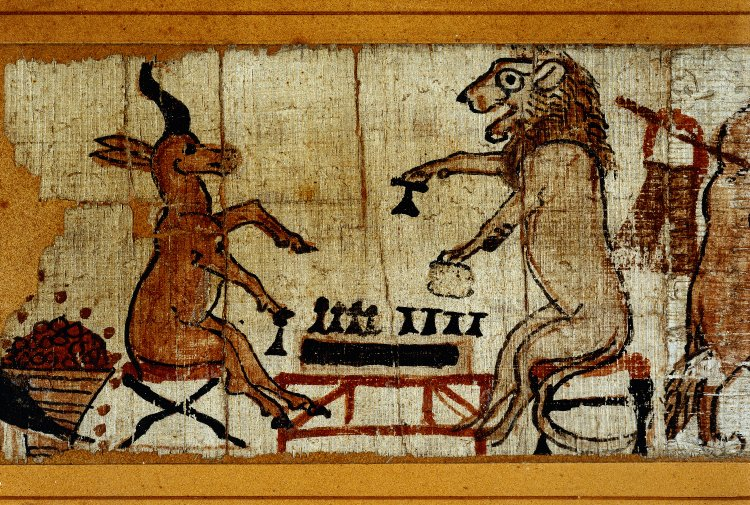
Gacela y león jugando al senet.

Se cree que el juego gozaba de cierta importancia, debido al descubrimiento de varios tableros en tumbas importantes, como los cuatro juegos de senet que fueron encontrados en la tumba de Tutankamon. Incluso hay arqueólogos que afirman que tenía cierto carácter mágico o simbólico y que los egipcios creían que debían enfrentarse a alguna deidad jugando al mismo en su tránsito hacia el más allá, teniendo mucho que ver el resultado de la partida con su destino en el mismo. Esto último se deduce porque en algunas tumbas se representa al difunto jugando contra un contrincante invisible y por las referencias en el Libro de los Muertos. Se puede hacer una clara referencia a los demonios Chatiu que se encuentran en el taller de embalsamamiento para poder lograr su solución al mal. Los jugadores asumen el papel mitológico de decidir su destino. 

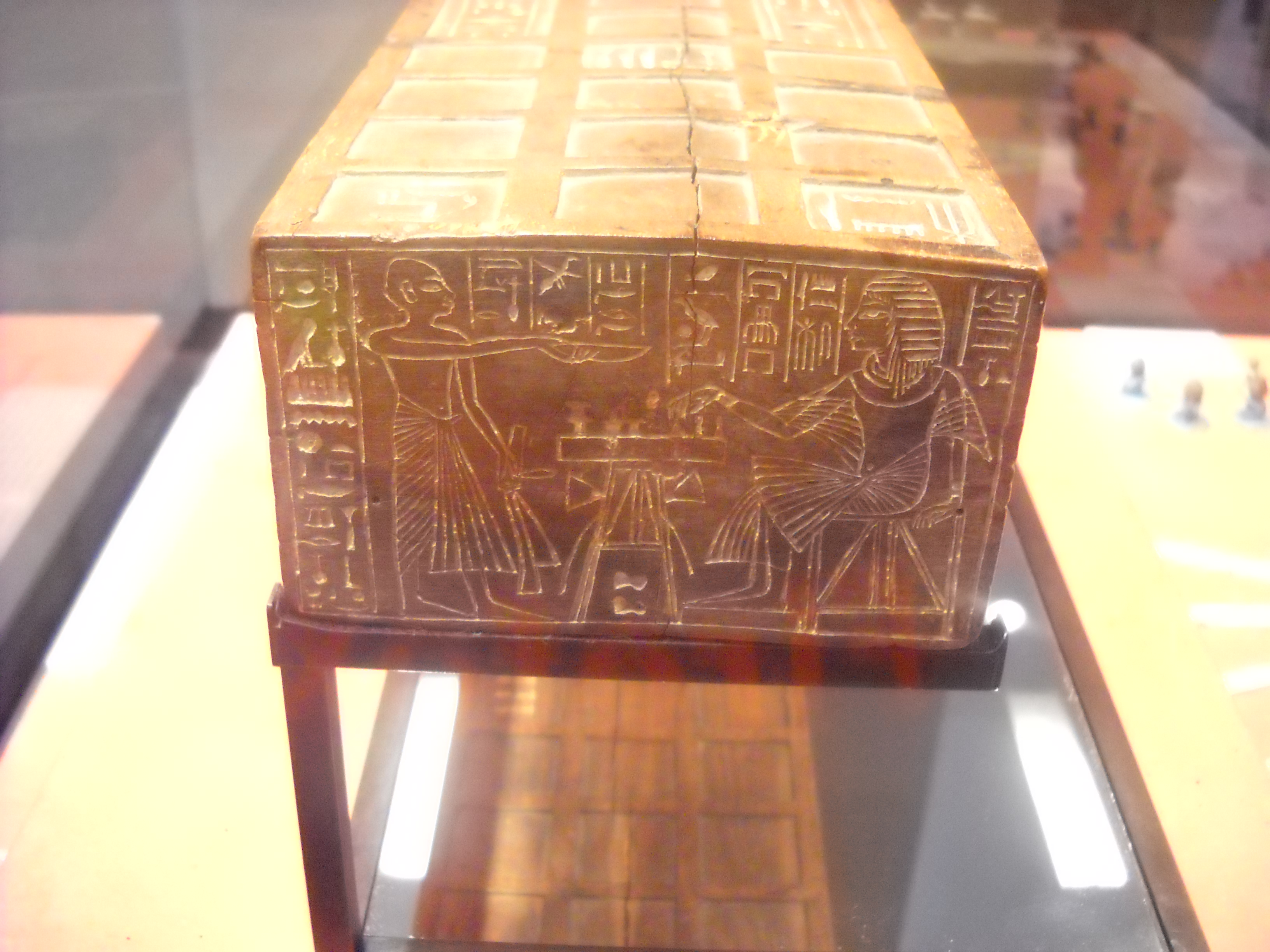
Tablero de juego Senet en nombre de la reina Hatshepsut — Museo del Louvre.

### Influencia
Era posiblemente el juego más popular del Antiguo Egipto, ya que se han encontrado juegos de senet o partes del mismo en un gran número de tumbas, tanto de nobles como del pueblo llano, y hay varios frescos que representan a faraones o nobles y esclavos jugando al mismo.
Los tableros, así como las fichas, se fabricaban en una gran variedad de materiales, probablemente dependiendo del poder adquisitivo del comprador. De este modo podemos encontrar piezas de barro cocido, de metal, de hueso, de piedras semipreciosas como el lapislázuli, etc. Con los tableros sucede lo mismo, pudiendo encontrarse una gran gama, desde el barro cocido hasta maderas nobles talladas y policromadas, o nácar, entre otros materiales, incrustado o formando las casillas.

## Reglas

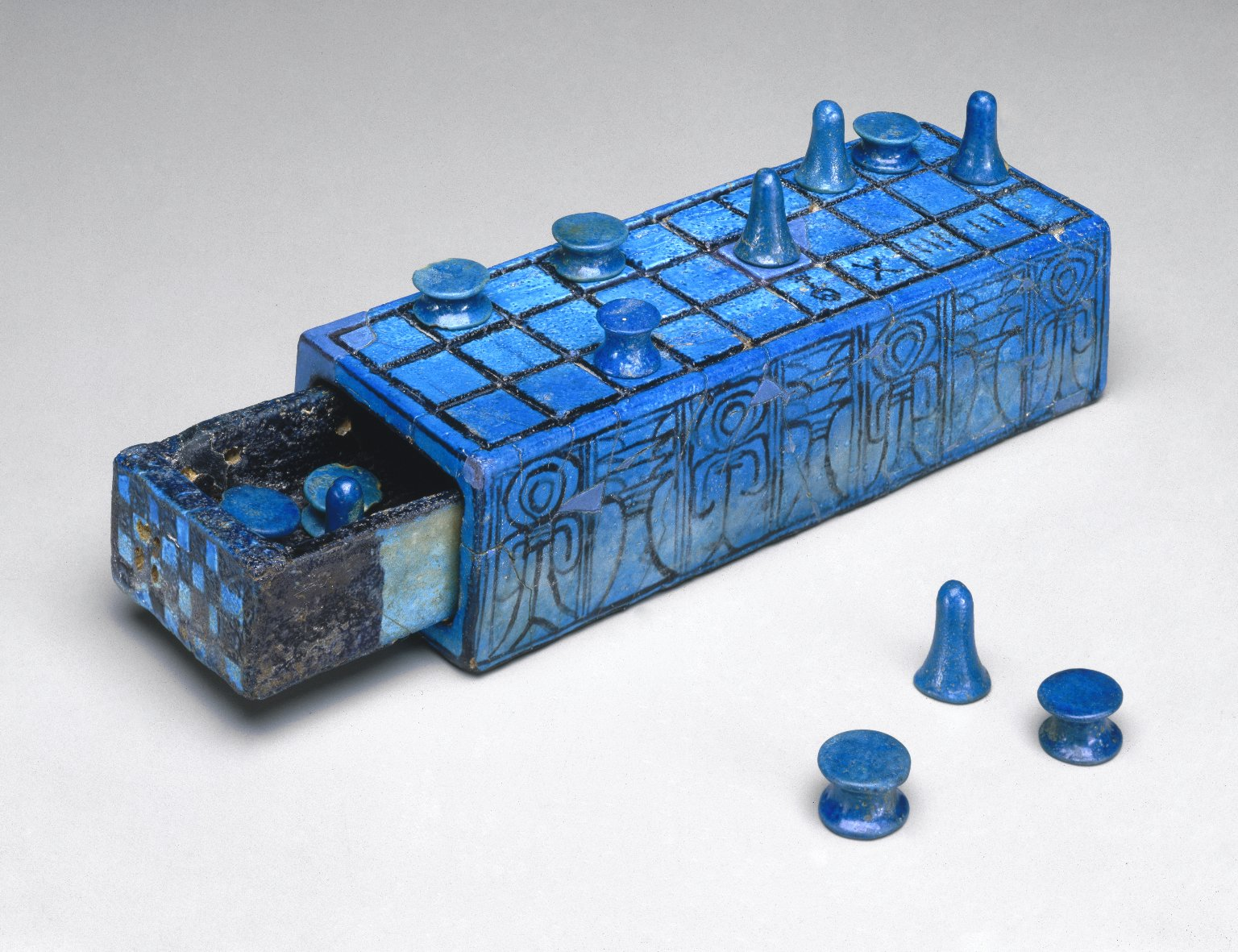
Senet de Amenhotep III, Museo Brooklyn.

### Objetivo del juego del senet
El objetivo del senet es sacar tus piezas del tablero antes que el adversario, siguiendo una serie de reglas, avanzando tus propias fichas, capturando y bloqueando las piezas del adversario hasta lograr sacar todas las fichas propias del tablero (similar al backgamon).
Aunque no han llegado hasta hoy día sus reglas, probablemente porque era tan popular que prácticamente todo el mundo sabía jugar o se transmitían de modo oral, hay varios arqueólogos que las han reconstruido gracias a sus investigaciones, habiendo logrado reconstruir varias versiones, que bien pudieron convivir (al igual que sucede hoy día con otros juegos de mesa que tienen varias formas de jugarse).

### Descripción del tablero, las fichas y el uso de las tablillas
Es un juego para dos contrincantes y consta de un tablero de tres filas paralelas con diez casillas cuadradas cada una y de un número de piezas, que dependiendo de la variante del juego, pueden ser entre diez y veinte en total.

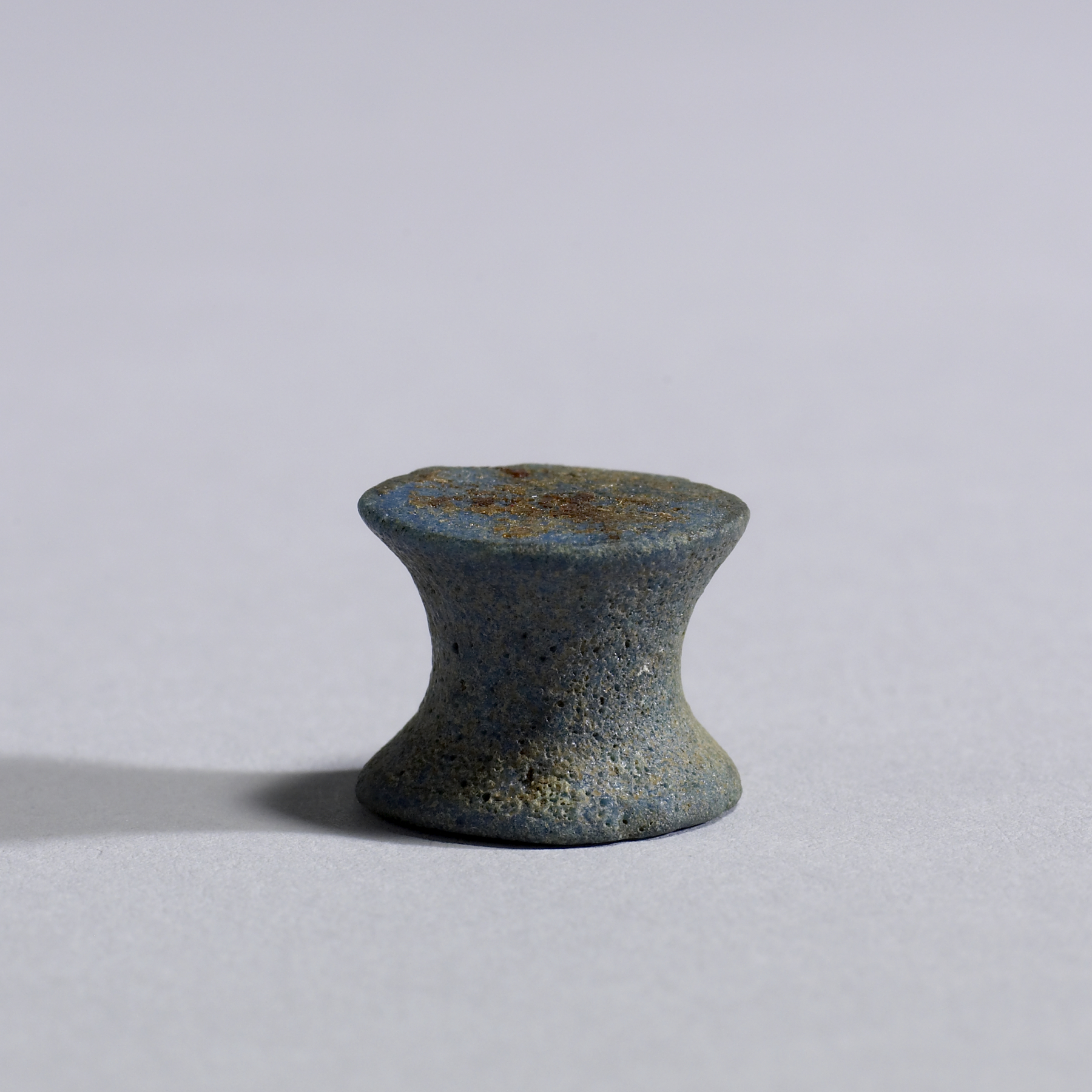
Pieza de Senet de forma cilíndrica entallada

Normalmente las piezas de ambos jugadores eran muy diferentes, siendo las de uno de forma cónica y las del otro de forma cilíndrica entallada y, a su vez, unas de color oscuro y otras de color claro, aunque parece ser que el color dependía más del material del que estaban hechas y era la forma la que distinguía las de un jugador u otro, siendo las cónicas ligeramente más altas. Se han encontrado fichas de color blanco, azul, negro, marrón, rojo, verde, etc.
El orden de los cuadrados es del 1 al 10 de izquierda a derecha en la primera fila, del 11 al 20 de derecha a izquierda en la segunda fila y del 21 al 30 de izquierda a derecha en la tercera fila, siendo este el sentido que deben seguir las fichas de los dos jugadores al avanzar, saliendo sus diez fichas de la primera fila colocadas alternativamente y ocupando esta por completo y parte de la segunda en la modalidad de 14 fichas. Existen varias casillas especiales que son la 15, 26, 27, 28, 29 y 30 (estas casillas especiales pueden contener dibujos o símbolos jeroglíficos).

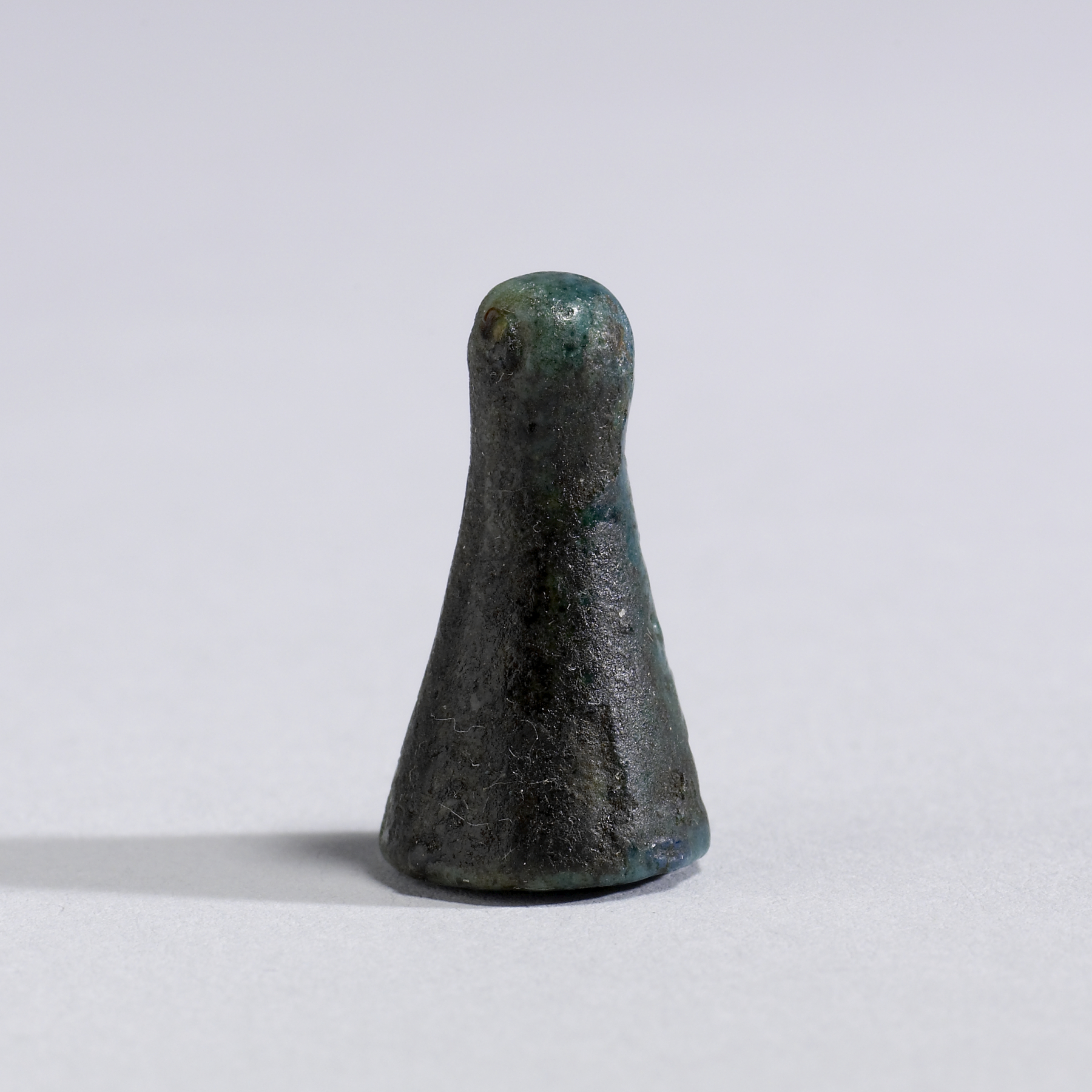
Pieza de Senet de forma cónica.

Si un peón cae en la casilla 27, debe comenzar desde la casilla 15, como sucede en algunas casillas del Juego de la Oca. Las casillas 26, 28, 29 y 30 son casillas donde las fichas están protegidas pero requieren tiradas especiales para extraer las fichas del tablero.
Estas tiradas especiales consisten en que la ficha debe pasar obligatoriamente por la casilla 26. Después tiene un máximo de dos tiradas para salir del tablero. De tal forma, en la casilla 26 puede sacar un 1, 2, 3 o 4. Y la siguiente vez que mueva, tiene que sacar el número exacto para salir. Si no puede hacerlo, esa ficha no se mueve.
No se utilizan dados para determinar los avances de las fichas, sino cuatro pequeñas tablillas que, por un lado no tienen nada y por la otra cara son negras o tienen motivos dibujados o tallados para poder distinguirlas bien: según las caras que caigan mirando arriba, se decide el movimiento; si cae una blanca mirando arriba, se mueve un lugar, si caen dos, se mueven dos, etc. Si todas caen boca abajo, se mueven seis. No existe el 5 como resultado de estas tablillas. Se tienen en consideración las caras que quedan hacia arriba y los correspondientes resultados se muestran en la tabla.
| Resultado | Valor |
| --------- | ----- |
|           | 6     |
|           | 1     |
|           | 2     |
|           | 3     |
|           | 4     |

Siempre que un jugador obtenga como resultado 1, 3 o 6, sigue teniendo turno de juego y, tras mover el peón que desee o pueda, tiene otra tirada y así hasta que saque un 2 o un 4.

### Movimientos y capturas
Cuando dos fichas del mismo jugador se encuentran en dos casillas consecutivas cualesquiera, se protegen mutuamente y no pueden ser capturadas por el adversario; cuando son tres fichas del mismo jugador, en vez de dos, forman una barrera que el contrincante no puede saltar, pero él sí.
La captura de una ficha del contrario consiste en intercambiar la posición de ésta por la de la ficha que la captura, y sólo puede hacerse cuando no está protegida y coincidiendo la última casilla de avance en la casilla de la pieza que se va a capturar.
Cuando no se puede avanzar hacia adelante (barrera o fichas protegidas) y sí hacia atrás, es obligatorio hacerlo hacia atrás.
|  |  |

|  |